# Mehida
Mehida es una banda finlandesa de rock/metal melódico formada por el ex tecladista de Sonata Arctica Mikko Harkin .  Otros miembros de la banda son Markus Niemispelto (batería), Henning Ramseth (guitarra), Olli Tanttu (guitarra), Toni Mäki-Leppilampi (bajo) y Thomas Vikström ( Therion, Stormwind, ex- Candlemass ) en la voz. El primer álbum de Mehida, Blood & Water, fue lanzado en Finlandia el 22 de agosto de 2007, en Europa el 31 de agosto de 2007 y en Estados Unidos el 11 de septiembre de 2007 por Napalm Records. Durante la semana del 27 de agosto de 2007, Blood & Water llegó al No. 23 en las 40 listas principales de Finlandia.

## Discografía
- Sangre y agua ( Napalm, 2007)
- La tormenta eminente (Bullroser Records, 2009)